# The Saga Begins
The Saga Begins é a oitava coletêna do músico norte-americano "Weird Al" Yankovic, lançado em 2000 pela gravadora Avex Japan. A capa do CD parodia os pôsteres promocionais do filme Star Wars Episódio I: A Ameaça Fantasma.

## Faixas
1. "The Saga Begins" (Radio Edit) - 5:27
2. "Eat It" - 3:19
3. "I Love Rocky Road" - 2:33
4. "Pretty Fly for a Rabbi" - 3:02
5. "Smells Like Nirvana" - 3:42
6. "Cavity Search" - 4:19
7. "Jerry Springer" - 2:46
8. "Theme from Rocky XIII (The Rye or the Kaiser)" - 3:36
9. "Gump" - 2:10
10. "Bedrock Anthem" - 3:43
11. "Phony Calls" - 3:22
12. "Like a Surgeon" - 3:32
13. "Grapefruit Diet" - 3:30
14. "Fat" - 3:37
15. "Living with a Hernia" - 3:20
16. "Amish Paradise" - 3:20
17. "It's All About the Pentiums" - 3:34
18. "Polka Power!" - 4:21